# ナーロ
ナーロ（イタリア語: Naro）は、イタリア共和国シチリア自治州アグリジェント県にある、人口約7,500人の基礎自治体（コムーネ）。

## 地理

### 位置・広がり

#### 隣接コムーネ
隣接するコムーネは以下の通り。括弧内のCLはカルタニッセッタ県所属を示す。
- アグリジェント
- カルタニッセッタ (CL)
- カマストラ
- カンポベッロ・ディ・リカータ
- カニカッティ
- カストロフィリッポ
- デーリア (CL)
- ファヴァーラ
- リカータ
- パルマ・ディ・モンテキアーロ
- ラヴァヌーザ
- ソンマティーノ (CL)